# Franciszek Morykoni
Franciszek Morykoni herbu własnego – podkomorzy wiłkomierski w latach 1788–1791, chorąży wiłkomierski w latach 1781–1788, pisarz ziemski wiłkomierski w latach 1769–1781, podstarości wiłkomierski w latach 1768–1769, wojski wiłkomierski w latach 1765–1769, sędzia grodzki wiłkomierski w 1765 roku, surogator ziemski wiłkomierski w latach 1752–1765.
W 1764 był elektorem Stanisława Augusta Poniatowskiego z powiatu wiłkomierskiego.